# Civitella Alfedena
Civitella Alfedena község (comune) Olaszország Abruzzo régiójában, L’Aquila megyében.

## Fekvése
A megye részén délkeleti fekszik. Határai: Barrea, Opi, Scanno, Settefrati és Villetta Barrea.

## Története
Első írásos említése a 11. századból származik, de valószínűleg egy ókori frentanus település helyén alakult ki. A következő századokban nemesi birtok volt. Önállóságát a 19. század elején nyerte el, amikor a Nápolyi Királyságban felszámolták a feudalizmust. Az 1984-es földrengésben korabeli épületeinek nagy része elpusztult. 

## Népessége
A népesség számának alakulása:

## Főbb látnivalói
- San Nicola-templom